# Ostaškov
Ostaškov — grad (od 1770) u Rusiji, administrativno središte Ostaškovskog rajona Tverske oblasti.
Stanovništvo — 19,1 tisuća stanovnika (2008.; 20,6 tisuća po popisu 2002. godine)
Grad je smješten na obali južnog dijela jezera Seliger, 190 km od Tvera.

## Povijest
Poznat od XIV. stoljeća. U povelji litavskog kneza Olgerda Philotheju carigradskom patrijarhu, datiranoj 1371. godine, spominje se Kličen — pogranični grad Moskovske kneževine, smješten na istoimenom otoku na jezeru Seliger. 1393. godine Kličen je bio osvojen i spaljen od novgorodaca. Prema legendi, tada jedini preživjeli Kličena, ribar Eustahije (Ostaško), koji se nastanio na susjednom poluotoku južno od Kličena — po njemu je grad i dobio ime.
U 1772–1775. — središte županije Ostaškov Novgorodske gubernije. Godine 1775. grad i županija su prenesene Tverskom namjesništvu (od 1776 — Tverska gubernija). U 1929–1935. Ostaškov ulazio je u sastav Zapadne oblasti, od 1935. do 1990. — Kalininskoj oblasti.

## Promet
Željeznička stanica na Bologoje‑Polotskoj željezničkoj pruzi. Prije toga djelovala je uskotračna pruga Ostaškovskog vađenja treseta.
Volumen otpremljene robe iz vlastite proizvodnje, za proizvodnju u 2009. iznosio je 3,55 milijarde rubalja.

## Poznate osobe
- Nektariij (Teljashin) (1586 (1587) – 1667) — arhiepiskop Sibirske i Tobolske, svete ruske crkve.
- Vladimir Nikolajevič Adrianov — vojni kartograf, dizajner kompasa, umjetnik.
- Konstantin Sergejevič Zaslonov — partizan.
- Leontij Filippovič Magnickij — matematičar i pedagog.

## Galerija
- Luka Ostaškova.
- Ostaškovski zavičajni muzej.
- Nilov samostan u blizini Ostaškova. Fotografija
S. M. Prokudina-Gorskog (1910.)

## Vanjske poveznice
- Neslužbene web stranice grada Ostaškova
- Sve o gradu Ostaškov i jezeru Seliger
- Službene stranice uprave Ostaškovskog rajona  Arhivirana inačica izvorne stranice od 22. lipnja 2009. (Wayback Machine)
- Ostaškov u enciklopediji «Moj grad»
- Povijest i spomenici Ostaškova